# Cervantesia bicolor
Cervantesia bicolor là một loài thực vật có hoa trong họ Santalaceae. Loài này được Cav. mô tả khoa học đầu tiên năm 1791.